# 테드 뉴전트
테드 뉴전트(영어: Ted Nugent, 1948년 12월 13일 ~ )는 미국의 가수, 작곡가, 기타리스트이자 활동가이다. 그는 1963년 사이키델릭 록과 하드 록을 연주한 밴드 앰보이 듀크스의 리드 기타리스트이자 가끔 리드 보컬로 명성을 얻었다. 밴드를 해체한 후 그는 솔로 활동을 시작했다. 뉴전트는 그의 깁슨 버드랜드, 그의 블루스하고 열광적인 기타 연주, 그리고 그의 활기찬 라이브 쇼로 유명하다. 독특하고 폭넓은 가창력을 가졌음에도 불구하고, 뉴전트는 데릭 세인트 홈즈, 찰리 혼, 브라이언 하우, 미트 로프를 포함한 솔로 활동 초기 대부분의 기간 동안 다른 리드 싱어들과 녹음하고 투어를 했으며, 나중에는 완전한 리드 보컬을 맡았다. 그의 가장 큰 히트곡은 1977년의 〈Cat Scratch Fever〉로 리드 보컬을 불렀다. 1980년대 후반과 1990년대 초반에 그는 슈퍼그룹 댐 양키스의 일원이었다.
이후 몇 년 동안, 뉴전트는 사냥과 총기 소유권에 대한 그의 큰 소리로 옹호하는 것뿐만 아니라 그의 노골적인 보수적 정치적 견해로 주목을 받았다. 그는 전미 총기 협회의 이사이자 공화당의 강력한 지지자이다. 그는 총기 규제 옹호자들에 대해 논란이 되고 위협적인 발언을 많이 했다. 한 가지 경우, 미국 비밀경호국은 버락 오바마 대통령에 대한 언급을 바탕으로 그를 조사했다.

## 사생활
뉴전트는 아이스하키 디트로이트 레드윙스, 농구 디트로이트 피스톤즈, 미식축구 디트로이트 라이언스, 야구 디트로이트 타이거스의 팬이다. 그는 댐 양키스의 뮤직 비디오에서 디트로이트 피스톤즈 셔츠를 입고 〈Come Again〉에 출연했다.
뉴전트는 난청을 앓고 있다. 그는 2007년 인터뷰에서 다음과 같이 말했다. "귀는 별로 좋지 않습니다. 특히 배경 소음 때문에 그렇습니다. 하지만 그것은 작은 대가입니다. 그 여정이 그만한 가치가 있었다고 믿어 주세요."

## 정치
뉴전트는 미국 공화당과 특히 총기 권리와 사냥꾼 권리와 같은 다양한 보수주의자들의 목소리를 높이는 지지자이다. 그는 도널드 트럼프 전 대통령의 지지자로 버락 오바마 전 대통령에 대해 비판적인 발언을 여러 차례 했는데, 그 중 하나가 위협적인 것으로 인식되어 뉴전트가 미국 비밀경호국의 조사를 받게 되었다. 그의 견해는 인종차별주의자로 여겨져 왔다.

## 음반 목록

### 솔로
- Ted Nugent (1975)
- Free-for-All (1976)
- Cat Scratch Fever (1977)
- Double Live Gonzo! (1978)
- Weekend Warriors (1978)
- State of Shock (1979)
- Scream Dream (1980)
- Intensities in 10 Cities (1981)
- Nugent (1982)
- Penetrator (1984)
- Little Miss Dangerous (1986)
- If You Can't Lick 'Em...Lick 'Em (1988)
- Spirit of the Wild (1995)
- Craveman (2002)
- Love Grenade (2007)
- Shutup & Jam! (2014)
- The Music Made Me Do It (2018)